# Ruben Gunawan
Ruben Muljadi Gunawan (* 17. April 1968 in Jakarta; † 28. August 2005 in Manado) war ein indonesischer Schachspieler.
1982 gewann er in Bandung die indonesische U16-Meisterschaft, 1983 die asiatische Juniorenmeisterschaft in Kuala Lumpur und 1984 in Jakarta die indonesische U19-Meisterschaft. 
Für die indonesische Nationalmannschaft spielte er bei den asiatischen Mannschaftsmeisterschaften 1987 und 1993 am zweiten Reservebrett. Indonesien belegte 1987 in Singapur den zweiten und 1993 in Kuala Lumpur den fünften Platz. Am dritten Brett spielte er für Indonesien bei den Schacholympiaden 2000 in Istanbul und 2004 in Calvià. Beim Weltstädtevergleich 1997 in Jakarta spielte er am Spitzenbrett der Auswahl aus Jakarta. Bei der asiatischen Meisterschaft für Stadtauswahlen 1998 in Genting Highlands spielte er für Palembang City. Seine Mannschaft belegte dort den dritten Platz.
1999 erhielt Ruben Gunawan den Großmeister-Titel. Seine höchste Elo-Zahl war 2507 von Januar 1999 bis Juni 2000. Er lag damals hinter Utut Adianto auf dem zweiten Platz der indonesischen Elo-Rangliste. Zuletzt betrug sie 2463.
Die Schacholympiade 2004 in Calvià konnte Ruben Gunawan aufgrund einer Lungenentzündung nicht zu Ende spielen. Er verbrachte mehr als einen Monat in einem Krankenhaus dort. 2005 starb er 37-jährig an einer Lungenentzündung und einer Herzkrankheit. Das Grab Ruben Gunawans befindet sich in Tondano, der Heimatstadt seiner Frau.
Auch sein älterer Bruder Ronny (* 1960) ist ein bekannter Schachspieler, der den Titel Internationaler Meister trägt.
| Hier fehlt eine Grafik, die leider im Moment aus technischen Gründen nicht angezeigt werden kann. Wir arbeiten daran! |